# Museo Nacional de Educación
El Museo Nacional de Educación (en albanés: Muzeu Kombëtar i Arsimit), es un museo nacional ubicado en Korçë, en Albania. Está ubicado en el edificio donde el 7 de marzo de 1887 abrió la primera escuela albanesa, también conocida como Mësonjëtorja. Contiene la historia de la escritura y de las publicaciones albanesas, como el primer alfabeto albanés escrito por el patriota Naum Veqilharxhi y el segundo alfabeto albanés escrito por Kostandin Kristoforidhi. También hay imágenes y fotos de patriotas destacados que contribuyeron a la inauguración de la escuela, como Pandeli Sotiri, Petro Nini Luarasi y Nuçi Naçi.

## Edificio
El Museo Nacional de Educación está ubicado en el edificio donde se inauguró la primera escuela albanesa. El edificio data de la década de 1840 y conserva muchas de sus características originales. En la actualidad tiene el estatus de "Monumento de la Cultura" en Albania.Fue, además, el hogar del patriota de Korçë, Diamanti Tërpo, quien lo donó a la escuela albanesa. De 1887 a 1902 funcionó la escuela, más tarde fue administrado por las autoridades otomanas, que utilizaron el edificio como prisión hasta la Revolución de los Jóvenes Turcos, cuando los albaneses locales asumieron nuevamente la administración del edificio, para reabrir la escuela y crear la banda musical y patriótica denominada Banda e Lirisë el 1 de octubre de 1908. La escuela funcionó en el edificio hasta 1967, año en que se le dio la función de espacio museístico con el nombre de Museo Nacional de Educación.

## Exposiciones y colecciones
El museo ofrece un viaje histórico por la primera escuela albanesa, por ejemplo, a través de los retratos fotográficos de sus fundadores, colaboradores, directores y alumnos. También se exponen libros y textos utilizados por los alumnos en la época de la primera escuela, y objetos empleados por patriotas y lingüistas albaneses que formaron parte de la historia escolar. En el museo se recrea la oficina del director, que está documentada en las memorias manuscritas de uno de sus primeros directores, Nuçi Naçi. La sala de la oficina funciona como un pabellón separado y allí también se halla el Libro de Visitantes, donde los visitantes y turistas pueden dejar sus notas sobre sus impresiones al museo.
En el museo se exhiben dos de las primeras ediciones del alfabeto albanés (en 1844 y 1845), publicadas por Naum Haxhi Llazar Bredhi, comúnmente conocido como Naum Veqilharxhi. Estos alfabetos se utilizaron en el sur de Albania, especialmente en las zonas de Korçë y Përmet.